# Сабаново (Мордовия)
 Сабаново  — село в Ромодановском районе Мордовии в составе Куриловского сельского поселения. 

## География
Находится на расстоянии примерно 11 километров по прямой на восток-северо-восток от районного центра поселка Ромоданово.

## История
Упоминается с 1724 года. Учтено было в 1863 году как владельческое село Ардатовского уезда из 110 дворов. В начале XX века население составляло около 750 человек, в том числе около 220 старообрядцев беспоповского толка. С 1895 года имелась деревянная Козьмодемьяновская церковь.

## Население
Постоянное население составляло 52 человека (русские 94%) в 2002 году, 23 в 2010 году .